# Петросов Валерій Альбертович
Вале́рій Альбе́ртович Петро́сов (рос. Валерий Альбертович Петросов, *16 листопада 1939 — †2 квітня 2009) — український політик, науковець. Академік Міжнародної інженерної академії, Міжнародної академії екологічної реконструкції, Житлово-комунальної академії Російської Федерації, Інженерної академії України, Української екологічної академії наук, дійсний член Академії будівництва й архітектури України, член Американської асоціації водних робіт (AWWA). Лауреат Державної премії України в галузі науки і техніки, заслужений працівник ЖКГ України. Доктор технічних наук, професор. Член Вченої ради, професор кафедри «Водопостачання, каналізація і гідравліка» Харківського державного технічного університету будівництва й архітектури, почесний доктор наук Національного технічного університету «ХПІ». Почесний генеральний директор КП «ВТП „Вода“» (м. Харків). Повний кавалер ордена «За заслуги».

## Біографія

Облікова картка лауреата Державної премії УРСР в галузі науки і техніки В.А. Петросова (1979 р.)

Народився 16 листопада 1939 р. у Кисловодську Ставропольського краю.
В 1963 р. закінчив Харківський інженерно-будівельний інститут (спеціальність — водопостачання та каналізація, кваліфікація — інженер- будівельник).
В 1963—1968 рр. працював головним інженером служби міських водогінних мереж Харківського водотресту, в 1968—1972 рр. — заступником начальника виробничого управління водопровідного господарства м. Харкова.
24 червня 1971 р. захистив кандидатську дисертацію.
З 1972 по березень 2006 р. керував Територіальним виробничим об'єднанням «Харківкомунпромвод» (із листопада 2004 р. — КП «ВТП „Вода“»). Із серпня 2006 р. — почесний генеральний директор КП «ВТП „Вода“». З 23 листопада 2007 р. — почесний генеральний конструктор наукових напрямків зі стійкості водопостачання КП «ВТП „Вода“».
1979 р. став лауреатом Державної премії УРСР у галузі науки й техніки за роботу «Розробка та впровадження високоефективних науково-технічних рішень по підвищенню надійності водопостачання міст і по комплексній економії водних, енергетичних та матеріальних ресурсів».
1981 р. отримав звання заслуженого працівника житлово-комунального господарства України.
З 1991 р. — професор. 1995 року захистив докторську дисертацію на тему «Теоретичне обґрунтування та розробка методів інтенсифікації роботи систем водопостачання».
Із 1992 р. — дійсний член Міжнародної академії екологічної реконструкції, 1995 р. — Української екологічної академії наук, 2000 р. — Жилищно-комунальної академії РФ, 2001 р. — Інженерної академії України
26 березня 2006 р. обраний Народним депутатом України по багатомандатному загальнодержавному округу від Партії регіонів (до 23 листопада 2007 р.), набув депутатських повноважень 25 травня (порядковий номер у списку — 163), член депутатської фракції Партії регіонів.
З травня 2008 р. — член колегії Харківської облдержадміністрації.

### Політична діяльність
Протягом 1972—2006 рр. — депутат Харківської міської ради.
Народний депутат Верховної Ради V скликання, заступник голови комітету з питань будівництва, містобудування і житлово-комунального господарства. Очолював Міжкомітетсько-урядову робочу групу з реформування житлово-комунального господарства.

### Наукова діяльність
Автор 200 наукових праць, у тому числі 10 монографій, 25 винаходів і патентів України та Росії в галузі водопостачання. Підготував трьох докторів наук і дев'ятьох кандидатів.

## Особисте життя
Був одружений, має сина.
З 1996 р. — віце-президент Міжнародного громадського фонду ім. Г. С. Жукова.

### Нагороди, відзнаки та звання
Повний кавалер ордена «За заслуги». Нагороджений орденом «Знак Пошани», орденом «Крилатого лева» Ліги відродження науки Росії, медалями. Почесний громадянин Жовтневого району м. Харкова.